# 東華三院辛亥年總理中學
東華三院辛亥年總理中學（英語：Tung Wah Group of Hospitals Sun Hoi Directors' College），是香港的一間全日制中學。學校座落於香港屯門湖景邨的一所連環型校舍，是東華三院計劃開辦的第五間中學，以及四所原擬開辦的工業中學之一。此校命名乃讚揚辛亥年（1971年度）各總理，早於任內提案申辦此校。

## 歷史
此校早於1971年由東華三院申請於柴灣開辦，並獲時任董事局撥出75萬元創校資金。及後，因應經濟發展，此校於1973年改為於觀塘協和街用地興建，並擬改辦工業中學。
由於觀塘區適齡學童不足，用地分配被撤回；其後，政府於1976年再改批屯門現址擬建校舍，而此校亦改回開辦文法中學。至1981年，此校借用同區路德會呂祥光中學創校，翌年才遷入現址，而歷時十年的開辦歷程亦告一段落。
由於此校不符合使用英語教學的標準，自1998年起需按「母語教學」政策改用中文授課，直至語言微調政策生效後再改為中、英文混合制。

## 歷屆校長
- 林國平 先生[8]（1981年-2003年，創校校長[5]）
- 何如添 先生（2003年-2007年）
- 黃瑞森 先生（2007年-2012年，由東華三院黃鳳翎中學調任）
- 周慶中 先生（2012年-2020年，由東華三院黃鳳翎中學調任）
- 李志文 先生（2020年履新，現任校長，由東華三院馮黃鳳亭中學調任）

## 爭議事件
- 2019年3月，三名時任副校長及其他資深教師，被指涉帶頭集體欺凌校內教師，如不斷向教師無理要求查簿等[9]。事件揭發後，時任校長周慶中不但沒有正面回應質疑，更向教職員發出電郵，對其中兩名懷疑肇事者表示感謝，被批評「不負責任」[10]。
- 2019年9月12日，此校兩班中五男生於鄰近的球場上體育課期間，突然有一名婦人衝入球場生事，聲稱教師指導學生進行示威。事後，東華三院發出聲明澄清[11]。

## 著名/傑出校友
- 葉家泓：2010年度香港先生競選亞軍、香港男演員（2010年中五）[註 3]
- 陳文偉：前屯門區議員（富泰，民建聯）
- 黃丹晴：前屯門區議會副主席（山景，本土派，屯門社區網絡）
- 蔣曉薇：作家，著作包括《幻愛》、《秋鯨擱淺》、《家.寶》[註 4]。

## 註解
1. ↑  另外三所分別為馮黃鳳亭中學、伍若瑜夫人紀念中學及黃鳳翎中學。
2. ↑  用地現為高雷中學。
3. ↑  葉家泓是Facebook公開群組「東華三院辛亥年總理中學校友會 SHDAA」的成員。
4. ↑  在2021年1月31日於facebook提及與在會考班任教數學的程志華老師（已於2018－2019學年結束後榮休）通電話[12]

## 資料來源
1. ↑   (PDF). 差餉物業估價署. 2020-10  [2020-11-04]. （原始内容存档 (PDF)于2021-01-08） （中文（香港））.
2. 1 2  . 東華三院 (报告). 1974: 3.
3. 1 2  李東海. . 中國文史出版社. 1998-01: 147-148.
4. ↑  . 東華三院 (报告). 1975: 15.
5. 1 2  . 東華三院辛亥年總理中學. 2011: 13, 56-79.
6. ↑  . South China Morning Post. 1997-12-02.
7. ↑   (PDF). 東華三院辛亥年總理中學.   [2024-01-25]. （原始内容存档 (PDF)于2024-01-25）.
8. ↑  盧子健、何安達. . 天地圖書. 1994: 191.
9. ↑  李家偉. . 香港01. 2019-03-23  [2023-11-25]. （原始内容存档于2023-12-04） （中文）.
10. ↑  . 香港01. 2019-03-28  [2024-01-25]. （原始内容存档于2023-01-23）.
11. ↑  . Topick!. 2019-09-14  [2024-01-25]. （原始内容存档于2024-01-25）.
12. ↑  . 2021-01-31.

## 外部連結
- 東華三院辛亥年總理中學網頁（页面存档备份，存于）